# Saint-Pierre-des-Landes
Saint-Pierre-des-Landes è un comune francese di 930 abitanti situato nel dipartimento della Mayenne nella regione dei Paesi della Loira.

## Storia

### Simboli
Le fasce ondate simbolizzano il territorio comunale costituito da vaste distese verdi di boschi e appezzamenti agricoli, attraversati da tre fiumi principali: il Couesnon (che ha qui la sua sorgente), il Cantache e il Touchot, a cui vanno aggiunti diversi stagni e ruscelli.
Le chiavi sono attributo di san Pietro, patrono del paese.
La croce di Lorena sottolinea due fatti importanti:
- è simbolo della Resistenza francese che operò nella zona di Ernée dove tra il 1943 e il 4 giugno 1944 i coniugi Françoise Paris-Rousseau et Michel Rousseau si adoperarono per la protezione degli ebrei perseguitati e vennero dichiarati Giusti tra le nazioni nel 2009.
- il suo colore fa riferimento al martirio delle due suore della carità di Nostra Signora di Évron, Françoise Trehet e Jeanne Véron, insegnanti a Saint-Pierre-des-Landes, ghigliottinate nel 1794, annoverate tra i martiri di Laval e beatificate nel 1955

Nel capo sono rappresentati gli emblemi di due importanti signorie: quella del castello di Fontenailles e quella dei Mégaudais.
Gli ornamenti esteriori sono un ramo di erica di verde, fiorito di porpora e un fascio di trifogli di verde, fioriti d'argento, decussati e legati sotto la punta dello scudo, per rappresentare le lande di brughiera che designano una parte del nome del comune e i vasti prati della zona di Saint-Pierre-des-Landes.
Una lista d'argento riporta il nome del comune in lettere maiuscole di nero. Lo scudo è timbrato da una corona turrita di comune.
Lo stemma è stato adottato dal comune il 9 luglio 2024. In precedenza era in uso uno stemma inquartato in decusse: nel 1º d'azzurro, al gallo ardito d'oro, bargigliato, crestato e membrato di rosso; nel 2º e 3º d'argento, al ramo di erica fiorito al naturale; nel 4º d'azzurro, al leopardo d'oro.

## Società

### Evoluzione demografica
Abitanti censiti